# 埃癸娜
埃癸娜是一位希腊神话人物，河神阿索波斯與寧芙梅托普的女兒。

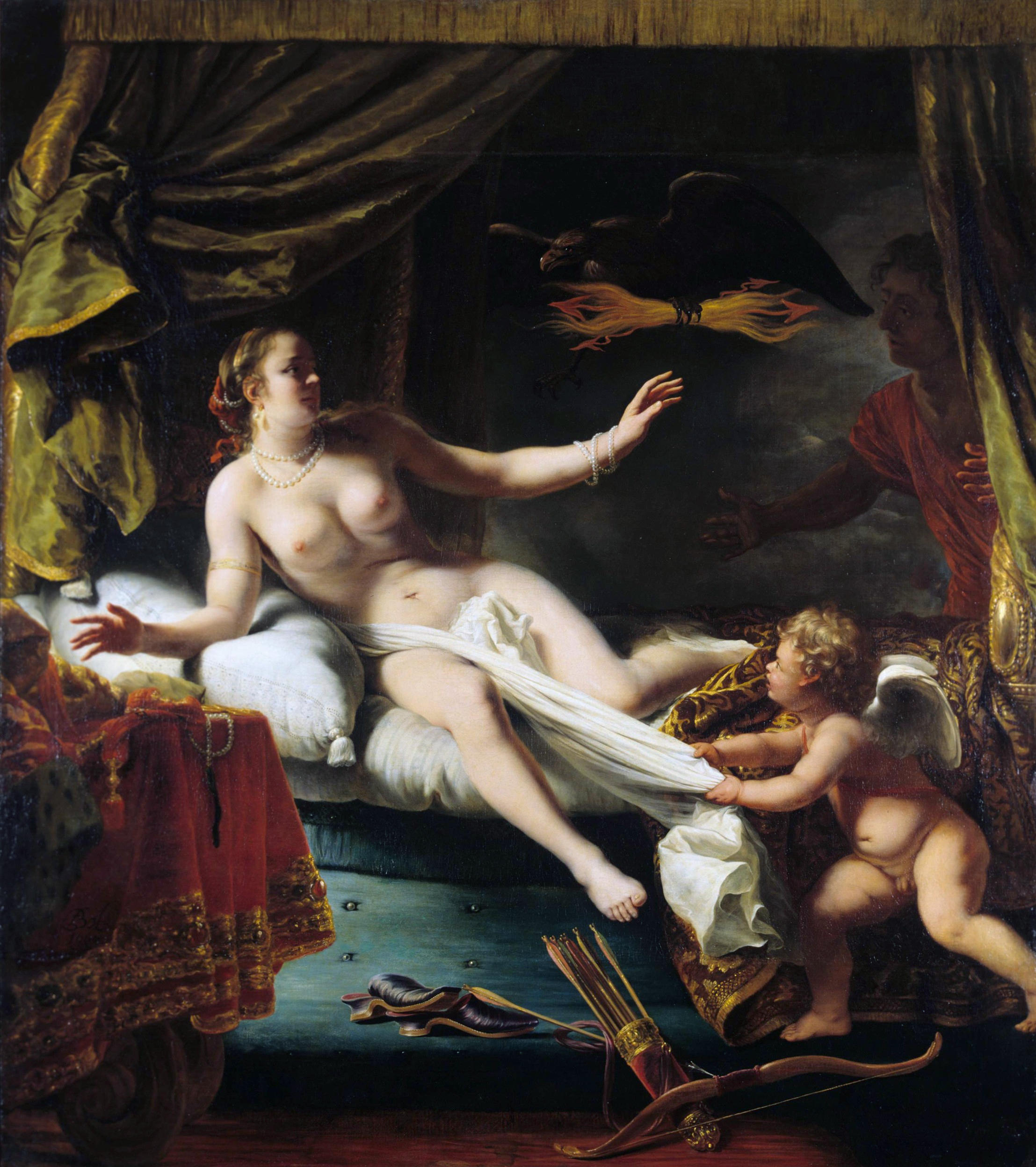
埃癸娜，費迪南德·波爾所繪

根據偽阿波羅多洛斯所著《Bibliotheca》，埃癸娜被化身成大鳥的天神宙斯綁架，帶到了一座島嶼（現今的埃伊納島）。埃癸娜的父親阿索波斯到處尋找埃癸娜，來到了科林斯。科林斯當時的國王，西西弗斯，告訴阿索波斯他看到一隻巨鳥抓著一個女人往一座島嶼飛去，於是阿索波斯照著他的指引往該島奔去，結果被宙斯用雷電擊斃。
埃癸娜為宙斯生下了艾亞哥斯，艾亞哥斯後來成為埃伊納島的國王。透過艾亞哥斯，埃癸娜是特洛伊戰爭英雄阿喀琉斯與大埃阿斯的祖先。埃癸娜後來嫁給了阿克托爾，生下了墨諾提奧斯。埃癸娜是許多畫家的題材來源，費迪南德·波爾、讓-巴蒂斯特·格勒茲都曾創作埃癸娜的作品。

## 埃癸娜的绑架
据说，宙斯变成一只老鹰把埃癸娜绑架到阿提卡附近的一座岛上，当时她称为俄诺涅；在此之后她的名字才被所知。埃癸娜的父亲阿索波斯在后面一路追赶他们到了科林斯。在那里，国王西绪福斯告诉他，曾偶然看到一只大鸟驮着一位少女经过这里飞向附近的岛上，得知消息后，阿索波斯继续追赶他们，宙斯向阿索波斯射下一道闪电，将他赶回到自己的水域（最终被宙斯用雷电击死）。埃癸娜最终为他生下了儿子埃阿科斯，后来成为了该岛的国王。

### 密耳弥多涅斯人
赫拉因报复宙斯爱上埃癸娜而向埃伊那岛降下瘟疫，使城市成为了无人区，埃阿科斯国王请求宙斯将正在为害一棵栎树的蚂蚁变成人以充作国中人口，从而创建了密耳弥多涅斯人（myrmidons）。

## 备注
1. ↑  《世界神话辞典》，“埃癸娜”，第747页，辽宁人民出版社，1989年
2. ↑  Bell, Robert E. . ABC-CLIO. 1991: 7–8. ISBN 9780874365818.
3. ↑  Apollodorus, The Library with an English Translation by Sir James George Frazer, F.B.A., F.R.S. in 2 Volumes, Cambridge, MA, Harvard University Press; London, William Heinemann Ltd. 1921. ISBN 0-674-99135-4.
4. ↑  Publius Ovidius Naso, Metamorphoses. Hugo Magnus. Gotha (Germany). Friedr. Andr. Perthes. 1892. Latin text available at the Perseus Digital Library （页面存档备份，存于）.
5. ↑  《书库》或称《万卷书》（Bibliotheke） 3.11.2; 品达, 伊斯米亚颂歌(Isthmian Odes) viii 和 尼米亚颂歌(Nemean Odes) viii; 奥维德, 变形记 vi.3.
6. ↑  A mythic inversion, as Aegina simply was the nymph of the island, whose culture, continuous from an early date, long preceded the introduction of the Olympian gods. Ceramic fragments at Aegina attest to trade with Minoan Crete and with the Cyclades.
7. ↑  酒岛, 因此不是原有名,毕竟: 葡萄栽培的引进为希腊共提供了更多的素材.
8. ↑  《古希腊罗马神话辞典鉴赏》，“阿索波斯”，第60页，辽宁人民出版社，1989年

## 参阅
- 罗伯特·格雷夫斯, 希腊神话 (1955) 1960, 66.b.1; 67.f; 138.b.
- 伊迪丝·汉密尔顿, 神话 (1940) 1942 指导